# Mansa conformalis
Mansa conformalis là một loài tò vò trong họ Ichneumonidae.